# 2410 Morrison
2410 Morrison è un asteroide della fascia principale. Scoperto nel 1981, presenta un'orbita caratterizzata da un semiasse maggiore pari a 2,2166392 au e da un'eccentricità di 0,0622623, inclinata di 2,39642° rispetto all'eclittica.
L'asteroide è dedicato all'astrofisico statunitense David Morrison.